# Escuela Nacional de Danza Morena Celarié

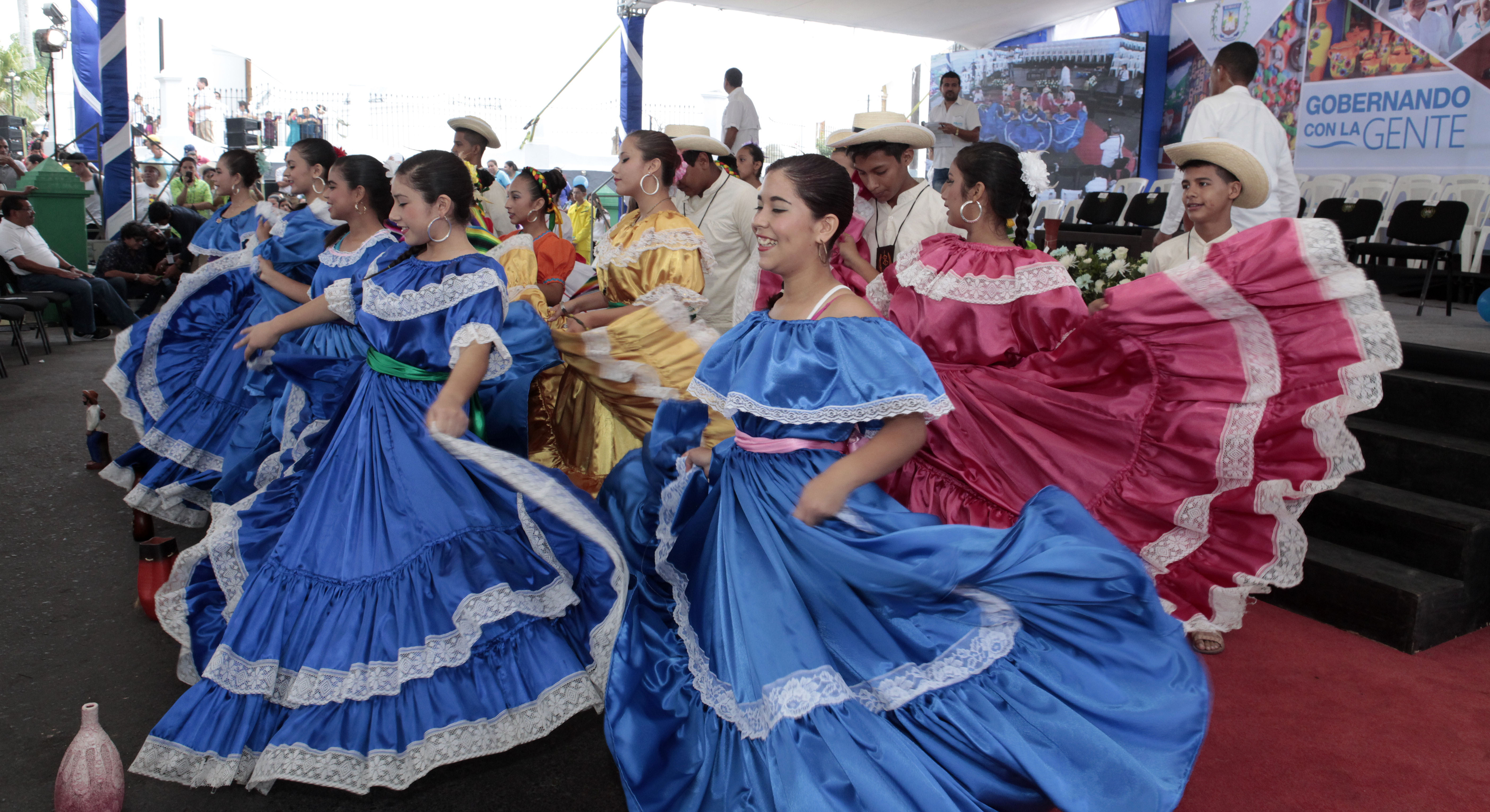
Academia de Danza Folklórica Salvadoreña

 La Escuela Nacional de Danza de El Salvador (END) es una institución de formación pública que depende del Ministerio de Cultura de El Salvador. Fue fundada en 1951 como la primera escuela de Ballet Clásico en el país. Su nombre es un homenaje a la bailarina que fundó el primer grupo profesional de danza folclórica en El Salvador, Morena Celarié. Busca el desarrollo técnico y artístico de muchos de bailarines contemporáneos y clásicos. La Escuela Nacional de Danza está ubicada San Salvador, en la 1a Calle Pte, 1233.

## Historia
La escuela nace como parte integrante de la Dirección de Bellas Artes, dependencia del Ministerio de Educación, bajo la responsabilidad del entonces Ministro Carlos Galindo Pohl. Su primera directora fue la francesa Nelsy Dambré.
En 1970, la Escuela fue integrada al Departamento de Artes Escénicas del Centro Nacional de Artes (CENAR), el cual dependía de la Dirección de Artes de la Subsecretaría de Cultura, Juventud y Deportes del Ministerio de Educación. En 1972, bajo la dirección de María Teresa de Arene, se introdujo a la Escuela la sección de Danza Moderna, con los maestros y coreógrafos estadounidenses Jack y Janet Nightingale. Luego, esta sección estuvo bajo la coordinación de Judy Cramer, profesora y coreógrafa estadounidense, quien fue sucedida por los maestros salvadoreños Marta Cañas y Mauricio González y el uruguayo Hugo Bordón. En 1991, esta especialidad cambió su nombre al de Danza Contemporánea. En 1981, bajo la dirección de Rhina Amaya, se llevó a cabo la fundación de la Sección de Danza Folclórica, bajo la coordinación del maestro Marcial Gudiel.
La escuela recibió el nombre de "Morena Celarié" por decreto legislativo el 6 de junio de 1987, promovido por el Ateneo Salvadoreño, con el objetivo de reconocer la carrera de esta bailarina que fundó el primer grupo profesional de danza folclórica.
En 1995 bajo la dirección de Sonia Franco de Batres se crean dos programas nuevos: Danza Creativa, con la maestra Ruth Martínez como coordinadora, y el curso de Capacitación Docente para la enseñanza de la Danza Folclórica.  En 2011, teniendo como directora a Fátima Alfaro, se crea el programa de Pre – Danza con el objetivo de dar una adecuada preparación física a niños de 7 a 9 años de edad y con aptitudes naturales para la danza, que posteriormente podrán optar por estudios de ballet, danza contemporánea y danza folclórica. En 2013 se integra la enseñanza de la Euritmia a raíz del regreso a la institución de la maestra Ruth Martínez.

## Direcciones
- Nelsy Dambré
- María Teresa de Arene
- Rhina Amaya
- Sonia Franco de Batres[8]
- Fátima Alfaro[9]
- Xenia Vaquerano
- Xucit Cuestas[7]

## Departamentos
Ha adecuado su currícula a la metodología de danza cubana y abarca ocho años, durante los cuales los bailarines conocen diferentes técnicas. Cuenta con los siguientes departamentos o programas de enseñanza.
- Depto. de Ballet

- Depto. Danza Folclórica

- Depto. Danza Contemporánea

- Depto. Pre-Danza

- Programa de Euritmia